# 호세 레텔리에르
호세 안토니오 레텔리에르 엔리케스(스페인어: José Antonio Letelier Henríquez, 1966년 5월 23일 ~ )는 칠레의 전직 축구 선수 및 현 축구 감독으로 선수 시절 포지션은 골키퍼였으며 2023년부터 현재까지 알리안자 리마 감독을 맡고 있다.

## 선수 경력
1979년에 우니베르시다드 데 칠레 산하 유소년 클럽에 입단했으며 1983년에는 콜로-콜로 산하 유소년 클럽으로 이적했다. 1987년에 콜로-콜로에서 프로 선수 생활을 시작했고 1988년에는 여객기 추락 사고로 선수들을 잃은 페루의 축구 클럽인 알리안사 리마로 임대 이적했다.
1989년에 데포르테스 발디비아로 임대 이적한 이후에 콜로-콜로로 복귀했고 1991년에는 팀의 코파 리베르타도레스 우승을 이끌었다. 1991년부터 1992년까지 멕시코의 축구 클럽인 모나르카스 모렐리아로 이적했고 1993년에 우아치파토로 이적하면서 칠레 무대에 복귀했다. 1994년부터 1997년에 은퇴할 때까지 데포르테스 리나레스에서 활약했다.

## 지도자 경력
2010년부터 2015년까지 콜로-콜로 여자 축구단의 감독을 맡았으며 팀의 프리메라 디비시온 데 푸트볼 페메니노 데 칠레 10회 연속 우승을 이끌었다. 2012년에는 콜로-콜로의 코파 리베르타도레스 페메니나 우승을 이끌었다.
2015년에는 칠레 여자 축구 국가대표팀 감독으로 임명되었다. 칠레는 2018년 코파 아메리카 페메니나에서 준우승을 차지하면서 2019년 FIFA 여자 월드컵 본선에 진출했다.